# Молла Ахмед-мечеть
Молла Ахмед-мечеть (азерб. Molla Əhməd məscidi) — мечеть начала XIV века, расположенная в столице Азербайджана городе Баку, в пределах исторической части города Ичери-шехере, ул. Сабира, 9.
На стене мечети имеется китабе с указанием даты 1300 года и с именем мастера, Махмуда сын Са’да. Строитель мечети в своей «подписи» отмечал, что он лишь «устад» Махмуд сын Са’да, хотя являлся автором ещё двух, также подписных крупных сооружений — замка в посёлке Нардаран и мечети с минаретом в селении Шихово, изначальное здание которой не сохранилось, а современное возведено в 1998—1999 годах.

## История
Мечеть имеет прямоугольную форму в плане и состоит из небольшого зала. Он одноэтажный и без минарета.
 На южной стене был устроен простой михраб — невысокий каменный купол с венцом по бокам.. Bir mərtəbəlidir və minarəsi yoxdur. Здание мечети завершается неприметным асимметричным фасадом, четко профилированным входом и добавленными позже двумя небольшими окнами. Двухстрочная арабская надпись, размещенная в виде длинной полосы в верхней части фасада, дает информацию как о заказчике, так и об архитекторе.  Мечеть в народе называют мечетью Молла Ахмеда, потому что главой мечети является человек по имени Ахмед.
После советской оккупации Азербайджана официально борьба с религией началась в 1928 году. В декабре того же года ЦК Компартии Азербайджана передал клубам многие мечети, церкви и синагоги для использования в образовательных целях. Если в 1917 году в Азербайджане было 3000 мечетей, то в 1927 году их было 1700, а в 1933 году — 17.
После восстановления независимости Азербайджана решением № 132 Кабинета Министров Азербайджанской Республики от 2 августа 2001 года мечеть была включена в список недвижимых памятников истории и культуры местного значения.